# Ichnusa
La Birra Ichnusa és una marca comercial de birra lager de l'ísola de Sardenya, fabricada al municipi d'Assemini. Lo seu nom fa referiment a la llatinització del topònim grec de Sardenya, Iχνοῦσσα, transcrit en alguerés com a «Icnússa». Fundada en 1912, des de 1986 apartén a l'empresa Heineken. Lo seu contengut alcohòlic és mediament d'un 5% en les seves variants i la temperatura de servici és de 3 °C.
Una de les tradicions esteses als bars de l'ísola és l'«Ichnusa bandata», que consisti en, un cop desemmotllada l'ampolla, aqueixa és “embenada” amb un torcaboca —atès que hom pensa que d'aqueix modo la birra mantén la seva qualitat innida.